# Fortuna (mitología)

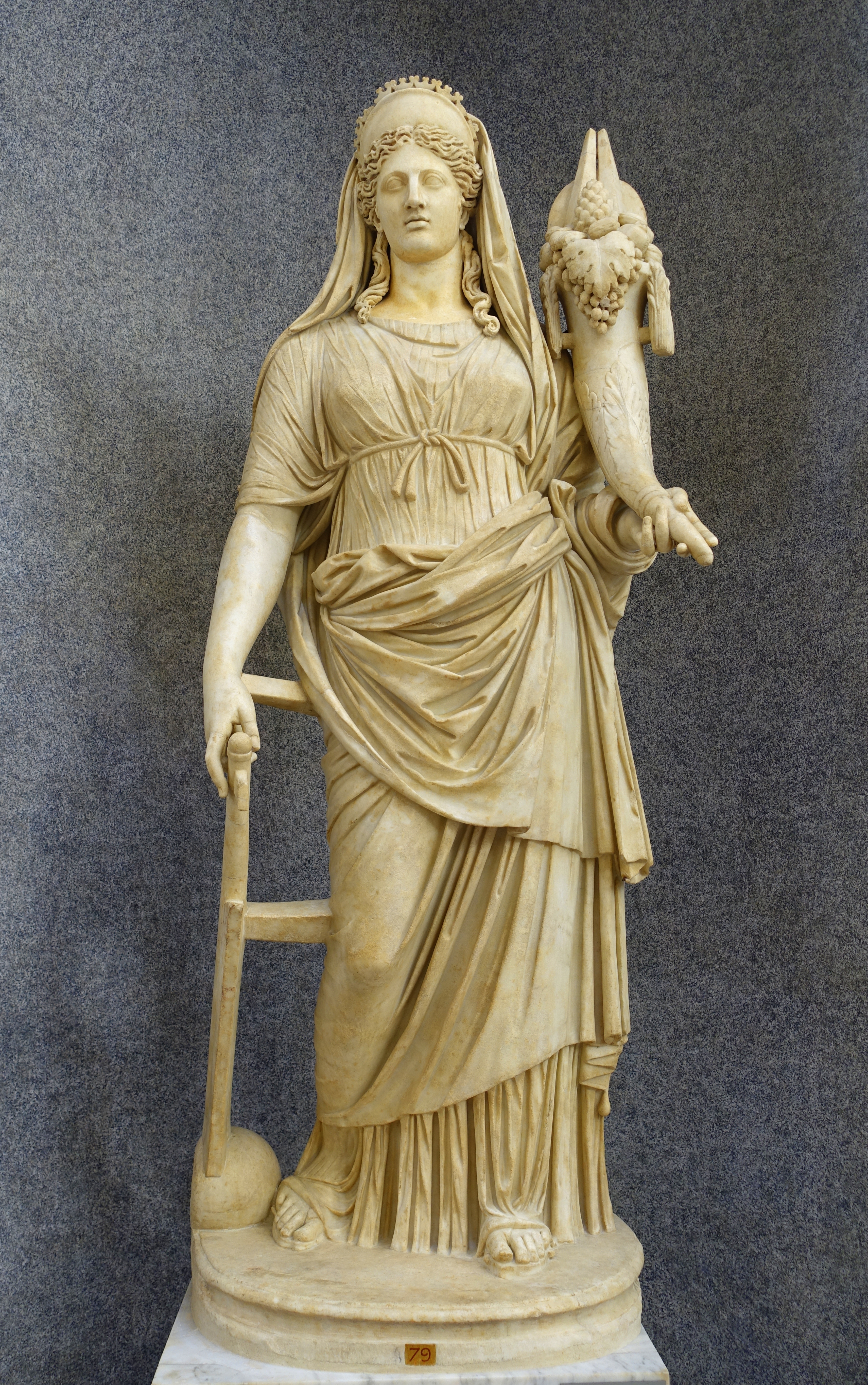
Representación de Fortuna

Fortuna era, en la mitología romana, la diosa de la suerte o «sucesos fortuitos».  Como diosa a veces es buena y a veces es mala,  aunque siempre se tendió a asociarla con la buena suerte —lo fasto— y la fertilidad; de modo que la adversidad ha pasado a ser casi sinónimo de infortunio.  

## Descripción

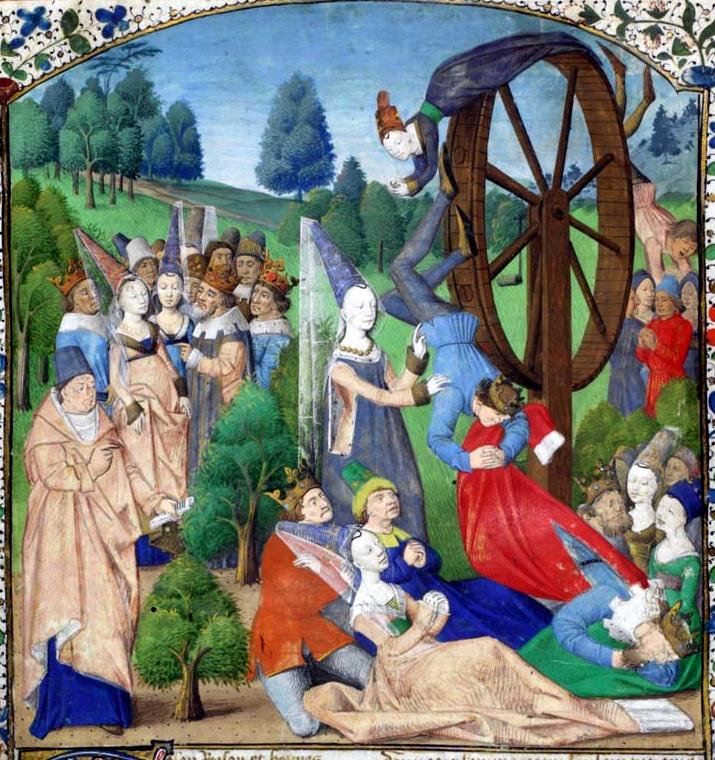
Rueda de la Fortuna. Miniatura de una edición medieval de Consolación de la filosofía de Boecio.

Esta diosa, de carácter temerario, confiere a cada uno sus bienes no por disposición racional, sino a tontas y a locas.  Su alegoría solía ser la rueda de la fortuna, una especie de ruleta que significaba el azar o lo aleatorio de la buena o mala suerte; en cuanto a representación de su aspecto positivo, solía figurársele con la cornucopia.
Adjunta a Fortuna estaba la Ocasión (muchas veces confundida con la misma Fortuna), la cual se representaba casi totalmente calva, con sólo una guedeja o un mechón pequeño, ya que una buena Fortuna era entendida como una Ocasión difícil de atrapar (como es difícil de atrapar de los cabellos a alguien calvo); en otras representaciones Fortuna aparecía  de un modo semejante a la Justicia: con los ojos velados o con un timón ya que pilotaba la suerte de la humanidad.
En tanto que la deidad Fortuna era casi siempre considerada fasta ("afortunada", positiva para la gente), se distinguían con adjetivos sus otros posibles aspectos: Fortuna Dubia (Fortuna Dudosa), Fortuna Brevis (Fortuna Breve) y Fortuna Mala. En lo único que coincidieron todos fue en señalar que era la diosa más caprichosa del Olimpo.
El culto a Fortuna fue introducido en Roma por Servio Tulio, teniendo en tal ciudad un templo en el Foro Boario y un santuario público en la colina del Quirinal, poseía un oráculo en Preneste y le estaban consagrados el roble; en Preneste se adjudicaba un trozo de roble a cada recién nacido, según el modo en que sucedía esto se suponía que el recién nacido tendría su fortuna, asimismo a Fortuna le estaba consagrado el día 11 de junio, durante toda esa fecha se realizaba un festival que se llamaba Fors Fortuna; se le consideraba también la propiciadora de la maternidad. A esta deidad se le decía también Annonaria y el nombre provenía del antiguo itálico Vortumna (‘la que rota —hace girar— el año’); no se conoce una genealogía mítica canónica o establecida de tal deidad pero se la consideraba hija de Júpiter tal como lo señala una inscripción en el santuario de Preneste y de Juno (una estatua representa a Juno dando de mamar a Fortuna). Como una de las deidades que ejercían patronato de Roma se le apelaba Fortuna Populi Romanii (‘la Fortuna del pueblo de los romanos’).
La diosa romana Fortuna se correspondía casi totalmente con la diosa griega Tique.

## Iconología

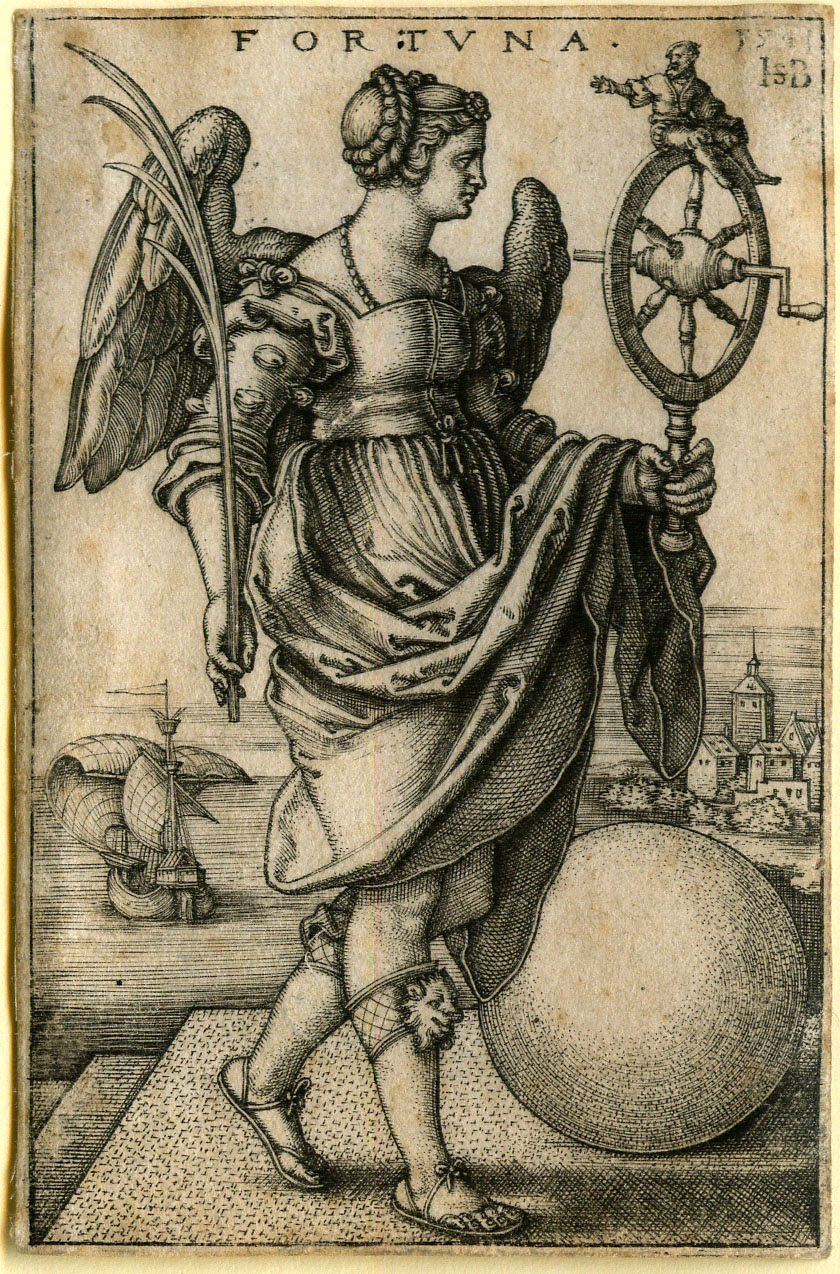
Grabado representando a la Fortuna

Fortuna era una deidad que presidía en todos los acontecimientos y distribuía, según su capricho, los bienes y los males. Se ha observado que no era conocida en Grecia en la remota antigüedad porque no se encuentra su nombre ni en Homero ni en Hesíodo. Los poetas la pintan calva, ciega, en pie y con dos alas a los dos pies, el uno sobre una rueda que da vueltas, el otro en el aire. Los antiguos la han representado con un sol y una media luna sobre la cabeza para indicar que, como estos astros, la fortuna preside a todo lo que pasa en la tierra. La han dado también un timón para indicar el imperio de la casualidad. Muchas veces, en lugar de timón, tiene un pie en la proa de una nave, como presidente a la vez sobre la tierra y sobre los mares. 

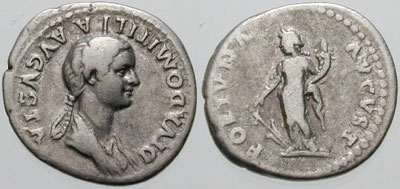
Denario de Domitila con la Fortuna en el reverso

Las medallas de los emperadores romanos la representan con diferentes calificaciones y atributos. En una medalla de Adriano, bajo el nombre de Fortuna Aurea se ve una hermosa mujer alada, tendida y con un timón a sus pies. Otra de Antonino Pío la ofrece bajo el título de Fortuna Obsequens y bajo la forma de una mujer hermosa en pie, apoyada con la mano derecha sobre un timón y que con la izquierda tiene un cuerno de la abundancia. En otra de Cómodo, la fortuna permanente, Fortuna manent, está caracterizada por una dama romana sentada, teniendo en la mano izquierda un cuerno de la abundancia y con la derecha un caballo con su brida. La Fortuna victoriosa se apoya también sobre un timón y tiene un ramo de laurel. En una medalla de Antonio Geta, la buena fortuna está sentada y se apoya en el brazo derecho sobre una rueda y en la mano izquierda tiene también un cuerno de la abundancia. Algunas veces se sustituye a la rueda un globo celeste cuyo movimiento perpetuo anuncia igualmente la inconstancia.
Pausanias hace mención de una estatua de la fortuna que había en Egina: tenía en sus manos un cuerno de la abundancia y cerca de ella un cupido alado para significar, dice, que en amor puede más la fortuna que el semblante. Entre los beocios, tenía a Pluto en sus brazos. En Esmirna estaba la estrella polar sobre la cabeza y un cuerno de la abundancia en la mano. Los romanos daban igualmente un culto solemne a la fortuna. Tulio Hostilio fue el primero que elevó un templo en su honor. En lo sucesivo se le levantaron hasta ocho en los muros de Roma. El más célebre de todos los de Italia, era el de Antio. 

### La mala fortuna
La mala fortuna se describe bajo la figura de una mujer expuesta en una nave sin mástil y sin timón y con las velas rotas por la violencia de los Vientos. Los modernos la han representado sobre un globo lleno de aire. Gravelot la ha pintado sentada en un trono, sobre cuyas gradas hay esparcidos los atributos de todo lo que es objeto del suelo de los hombres: cerca de ella está el cuerno de Amaltea y el incienso que emana de un braserillo indica las adoraciones del universo. En la ciudad de Este, en Tivoli, Zuccheri ha pintado la Fortuna a horcajadas sobre un avestruz: idea extraña cuyo sentido es difícil descubrir, pero sin duda significa que esta diosa favorecía casi siempre a los necios. Suizer presenta la Fortuna sentada en un trono suspendido en los aires y llevado por vientos contrarios: tiene en su mano una varita mágica: su fisonomía representa todos los caracteres de la inconsecuencia, del capricho, de la insolencia y de la ligereza: en su seguimiento se encuentran la Riqueza y la Indigencia, el Despotismo y la Esclavitud y delante de ella marcha la Seguridad para indicar que la Fortuna viene muchas veces sin ser esperada.
En un cuadro del Guido en la galería del Capitolio, está representada corriendo sobre un globo y haciendo rodar una corona con las extremidades de sus dedos.